# Trixagus dermestoides
Trixagus dermestoides là một loài bọ cánh cứng trong họ Throscidae. Loài này được Linnaeus miêu tả khoa học năm 1767.

## Hình ảnh

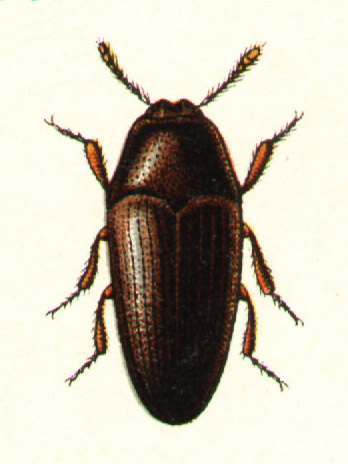
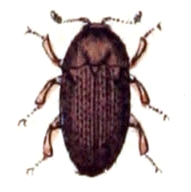